# Tetrastigma bracteolatum
Tetrastigma bracteolatum är en vinväxtart som först beskrevs av Nathaniel Wallich, och fick sitt nu gällande namn av Jules Émile Planchon. Tetrastigma bracteolatum ingår i släktet Tetrastigma och familjen vinväxter. Inga underarter finns listade i Catalogue of Life.